# Onthophagus inelegans
Onthophagus inelegans är en skalbaggsart som beskrevs av Vladimir Balthasar 1935. Onthophagus inelegans ingår i släktet Onthophagus och familjen bladhorningar. Inga underarter finns listade i Catalogue of Life.